# El Paso Corporation
El Paso Corporation é uma empresa do setor de gás natural e energia com sede em Houston Texas. É uma das maiores empresas independentes do setor e em 1999 praticamente dobrou de tamanho ao fundir-se com a Sonat.